# Cantone di Saverdun
Il Cantone di Saverdun era una divisione amministrativa dell'arrondissement di Pamiers.
A seguito della riforma approvata con decreto del 18 febbraio 2014, che ha avuto attuazione dopo le elezioni dipartimentali del 2015, è stato soppresso.

## Composizione
Comprendeva i comuni di:
- La Bastide-de-Lordat
- Brie
- Canté
- Esplas
- Gaudiès
- Justiniac
- Labatut
- Lissac
- Mazères
- Montaut
- Saint-Quirc
- Saverdun
- Trémoulet
- Le Vernet